# Zárabes (localidad)
Zárabes es una localidad española, pedanía del municipio de Almazul, perteneciente a la provincia de Soria, en la comunidad autónoma de Castilla y León. Está ubicada en la comarca de Campo de Gómara y el partido judicial de Soria.

## Geografía

Término municipal de Almazul

Situado al pie de unas sierras que están a la parte este, Costañazo y Corija; quedando al sur Miñana.
Confina con los pueblos de Castil de Tierra, Abión y Ledesma.

### Comunicaciones
Acceso por la carretera provincial SO-P-3112, que conecta las carreteras   autonómicas SO-350 de Gómara a Cetina, 4 km al este, en Almazul y 2 km al oeste la SO-340 de Gómara a Monteagudo, al oeste.

## Demografía
Desde el año 2001 hasta la actualidad cuenta con un único habitante.

## Historia
El censo de Pecheros de 1528, en el que no se contaban eclesiásticos, hidalgos y nobles, registraba la existencia 34 pecheros, es decir unidades familiares que pagaban impuestos. En el documento original figura como Çarabes, formando parte del Sexmo de Arciel.
Sebastián Miñano lo describe a principios del siglo XIX como lugar, conocida entonces como Zaraves de realengo en el obispado de Osma, con alcalde pedáneo, 30 vecinos, 150 habitantes; una parroquia.
A la caída del Antiguo Régimen la localidad se constituye en municipio constitucional , conocido entonces como Zaraves, en la región de Castilla la Vieja que en el censo de 1842 contaba con 20 hogares y 84 vecinos. Hacia mediados del siglo XIX, el lugar tenía contabilizadas unas 30 casas. La localidad aparece descrita en el decimosexto volumen del Diccionario geográfico-estadístico-histórico de España y sus posesiones de Ultramar de Pascual Madoz de la siguiente manera:

ZARABES: l. con ayunt. en la prov. y part. jud. de Soria (8 leg.), aud. terr. y c. g. de Burgos (30), dióc. de Osma (16). sit. en un hondo resguardado de los vientos, con clima frio, pero sano. Tiene 30 casas; la consistorial; cárcel; escuela de instruccion primaria frecuentada por 16 alumnos a cargo de un maestro dotado con 20 fan. de trigo comun; una igl. parr. (la Asuncion de Ntra. Sra.) servida por un cura y un sacristan. Confina el térm. con los de Ledesma, Almazul, Mazateron y Seron; dentro de él se encuentran 2 fuentes de buenas aguas y una ermita (San Roque). El terreno, que participa de quebrado y llano, es de mediana calidad; un monte con arbolado de roble. caminos: los locales. correo: se recibe y despacha en Soria por el cartero de Buberos. prod.: cereales, legumbres, leñas de combustible y pastos, con los que se mantiene ganado lanar y vacuno; hay caza de perdices y liebres. ind.: la agrícola. comercio: esportacion de algun ganado y lana, é importacion de los art. que faltan. pobl.: 20 vec., 84 alm. cap. imp.. 19,630 reales.
(Madoz, 1850, p. 504)

Entre el censo de 1857 y el anterior se integró en Almazul.

## Patrimonio

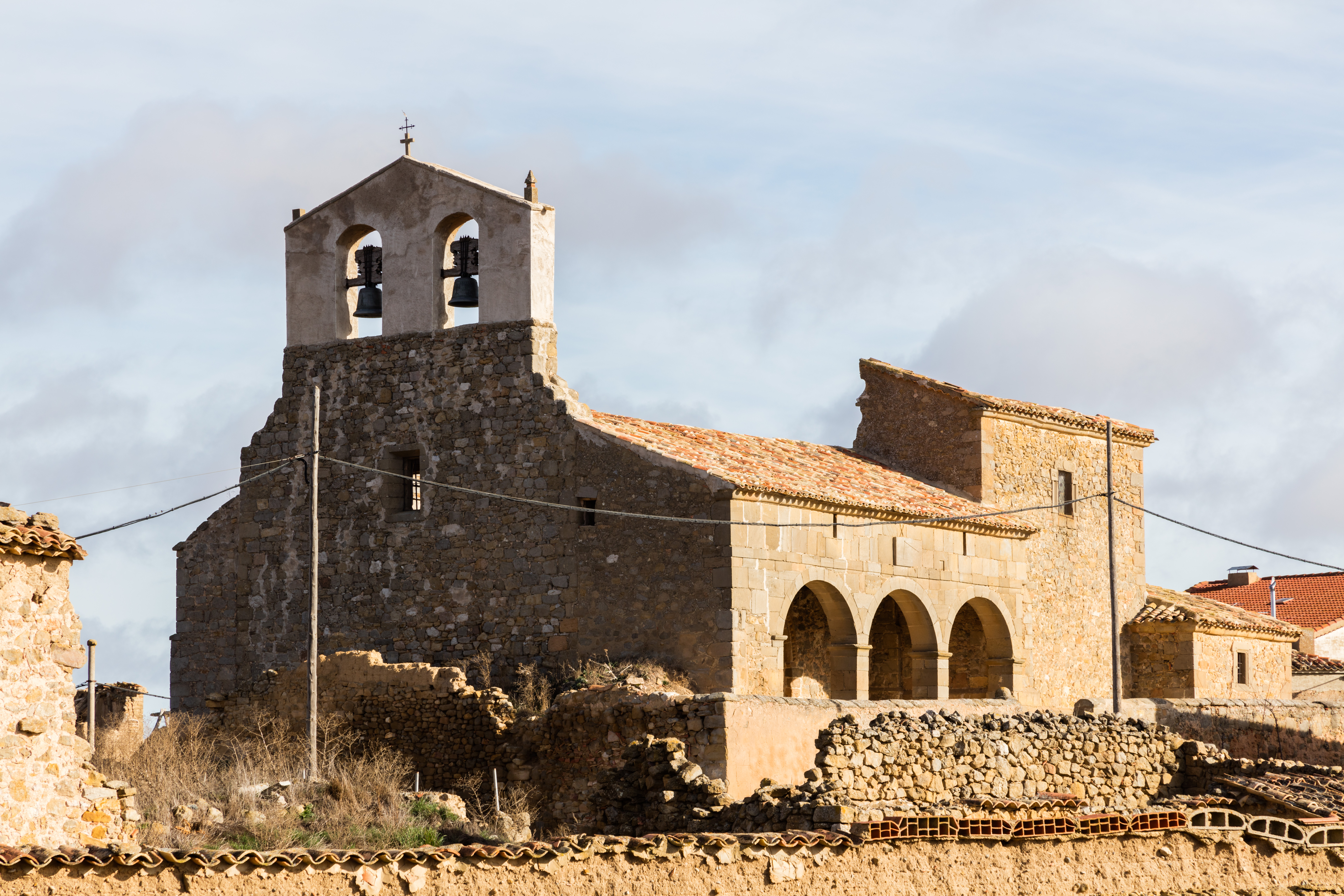
Iglesia de Zárabes

En la localidad hay una iglesia bajo la advocación de la Asunción de Nuestra Señora.